# Guido II. (Blois)
Guido II. von Châtillon (franz.: Guy II de Châtillon; † 22. Dezember 1397 in Avesnes) war ein Graf von Blois, Dunois und Soissons, sowie Herr von Chimay und Avesnes aus dem Haus Châtillon. Er war ein jüngerer Sohn des Grafen Ludwig I. von Blois († 1346) und der Jeanne d’Avesnes, Gräfin von Soissons.
Nachdem seine Mutter 1350 an der Pest gestorben war, erbte Guido von ihr die Grafschaft Soissons. Im Zuge des Friedens von Brétigny 1360 musste er als Geisel für König Johann II. an den englischen Hof ziehen. Da er das für ihn festgesetzte Lösegeld nicht aufbringen konnte tauschte er 1367 für seine Freiheit, mit der Zustimmung der französischen Krone, seine Grafschaft bei König Eduard III. von England ein, der sie an den Sire Enguerrand VII. de Coucy weiterreichte. Im Jahr 1370 beteiligte sich Guido an einer Preußenfahrt und diente anschließend in der Guyenne und in Flandern, wo er in der Schlacht bei Roosebeke kämpfte. 1381 erbte er von seinem Bruder, Johann II., die Grafschaften Blois und Dunois. Bedingt durch die Verwüstungen des Hundertjährigen Krieges, Pestwellen und Landflucht lag das Land danieder. Aufgrund seiner Verarmung konnte Guido den von ihm geförderten Historiker Jean Froissart nicht mehr aushalten, der sich deswegen in Enguerrand VII. de Coucy einen neuen Gönner suchte.
Seit dem 22. August 1370 war Guido mit Marie von Namur († 1412), einer Tochter des Markgrafen Wilhelm I. von Namur aus dem Haus Dampierre, verheiratet. Sie hatten einen gemeinsamen Sohn und Erben, Ludwig, den sie mit einer Tochter des mächtigen Herzogs Johann von Berry verheirateten. Der Sohn starb allerdings 1391 ohne Nachkommen zu hinterlassen, was Guido für den Rest seines Lebens in eine tiefe Trauer gestürzt haben soll. Angeblich sollen er und seine Frau durch maßlose Völlerei übermäßig dick geworden sein.
1391 verkaufte Guido seine Grafschaften für 200.000 Livre an den Herzog Ludwig von Orléans und zog sich mit seiner Frau nach Avesnes zurück, das er nach seinem Tod dem Cousin, Graf Johann I. von Penthièvre, vermachte. Chimay verkaufte er zu je einer Hälfte an Thibault de Moreuil und an Herzog Philipp den Kühnen von Burgund.
Guido wurde in der Kirche der Cordeliers von Valenciennes bestattet. Mit ihm endete die Linie Blois des Hauses Châtillon.